# Mitostoma anophthalmum
Espèce
Synonymes
- Nemastoma anophthalmum Fage, 1946

Mitostoma anophthalmum est une espèce d'opilions dyspnois de la famille des Nemastomatidae.

## Distribution
Cette espèce est endémique de Lombardie en Italie. Elle se rencontre dans les Alpes bergamasques dans des grottes des Alpes orobiques.

## Description
Le mâle holotype mesure 3,1 mm.
Cet opilion est anophtalme.
Les mâles mesurent de 2,0 à 2,3 mm et la femelle paratype 2,5 mm.

## Systématique et taxinomie
Cette espèce a été décrite sous le protonyme Nemastoma anophthalmum par Fage en 1946. Elle est placée dans le genre Buresiolla par Kratochvíl en 1958 puis dans le genre Mitostoma par Martens en 1978.

## Publication originale
- Fage, 1946 : « Description d’un Opilion aveugle des grottes de la Province de Bergame (Nemastoma anophthalmum n. sp.). » Bulletin du Muséum National d'Histoire Naturelle, sér. 2, vol. 18, no 4, p. 328–330.